# Toxoptera chaetosiphon
Toxoptera chaetosiphon är en insektsart som beskrevs av Qiao, J.-f. Wang och G.-x. Zhang 2008. Toxoptera chaetosiphon ingår i släktet Toxoptera och familjen långrörsbladlöss. Inga underarter finns listade i Catalogue of Life.